# Агро ТВ
„Агро ТВ“ е български телевизионен канал.
Каналът е създаден през 2013 г. и е специализиран в областта на селското стопанство и агробизнеса. Медията представя новини от всички браншове – земеделие, животновъдство, пчеларство, рибарство и други. Каналът също представя новини за развитието на пазарите. Телевизията предлага и информация, свързана с възможностите за кандидатстване по различните европейски програми. Излъчва и научнопопулярни и образователни филми от света на земеделието.